# Halsa
Gmina Halsa (norw. Halsa kommune) – norweska gmina leżąca w regionie Møre og Romsdal. Jej siedzibą jest miasto Vågland.
Halsa jest 274. norweską gminą pod względem powierzchni.

## Demografia
Według danych z roku 2005 gminę zamieszkuje 1697 osób. Gęstość zaludnienia wynosi 5,58 os./km². Pod względem zaludnienia Halsa zajmuje 355. miejsce wśród norweskich gmin.
| ludność stan na 1 stycznia 2005 |         |           |       |
|                                 | kobiety | mężczyźni | razem |
| osób                            | 859     | 838       | 1697  |
| %                               | 50,62%  | 49,38%    | 100%  |

| wykształcenie stan na 1 października 2004 |        |         |        |        |
|                                           | podst. | średnie | wyższe | niezn. |
| osób                                      | 332    | 866     | 193    | 18     |
| %                                         | 23,56% | 61,46%  | 13,7%  | 1,28%  |

## Edukacja
Według danych z 1 października 2004:
- liczba szkół podstawowych (norw. grunnskolar): 3
- liczba uczniów szkół podst.: 188

## Władze gminy
Według danych na rok 2011 administratorem gminy (norw. rådmann) jest Bente Løvik, natomiast burmistrzem (norw. ordfører, d. borgermester) jest Ola Rognskog.